# Casa Girona
La Casa Girona és un edifici al municipi de Vilafranca del Penedès (Alt Penedès) protegit com a bé cultural d'interès local. Es tracta de dos edificis contigus, entre mitgeres, simètrics respecte de l'eix vertical que els separa. Presenten planta baixa i dos pisos amb terrat, torratxa i mirador. Presenten una combinació d'elements d'inspiració clàssica, cosa que els insereix dins de l'arquitectura de l'eclecticisme. Són edificis que configuren la imatge de la rambla.